# 乔学珩
乔学珩（1928年11月—2006年10月24日），男，山东肥城人，中华人民共和国政治人物，曾任中共贵州省委常委、农村工作部部长，贵州省人大常委会副主任，第八届全国人大代表。